# Zlatý míč FIFA 2013
Zlatý míč FIFA pro nejlepšího fotbalistu světa za rok 2013 získal Portugalec Cristiano Ronaldo.

## Výsledky hlasování
| Pořadí | Jméno                  | Stát              | Klub                           | Procenta hlasů |
| ------ | ---------------------- | ----------------- | ------------------------------ | -------------- |
| 1.     | Cristiano Ronaldo      | Portugalsko       | Real Madrid                    | 27,99 %        |
| 2.     | Lionel Messi           | Argentina         | FC Barcelona                   | 24,72%         |
| 3.     | Franck Ribéry          | Francie           | Bayern Mnichov                 | 23,36%         |
| 4.     | Zlatan Ibrahimović     | Švédsko           | Paris Saint-Germain            | 5,29%          |
| 5.     | Neymar                 | Brazílie          | Santos FC FC Barcelona         | 3,17%          |
| 6.     | Andrés Iniesta         | Španělsko         | FC Barcelona                   | 2,08%          |
| 7.     | Robin van Persie       | Nizozemsko        | Manchester United              | 1,79%          |
| 8.     | Arjen Robben           | Nizozemsko        | Bayern Mnichov                 | 1,77%          |
| 9.     | Gareth Bale            | Wales             | Tottenham Hotspur              | 1,32%          |
| 10.    | Andrea Pirlo           | Itálie            | Juventus                       | 1,11%          |
| 11.    | Radamel Falcao         | Kolumbie          | Atlético Madrid Arsenal        | 1,08%          |
| 12.    | Yaya Touré             | Pobřeží slonoviny | Manchester City                | 0,99%          |
| 13.    | Robert Lewandowski     | Polsko            | Borussia Dortmund              | 0,92%          |
| 14.    | Philipp Lahm           | Německo           | Bayern Mnichov                 | 0,82%          |
| 15.    | Xavi                   | Španělsko         | FC Barcelona                   | 0,82%          |
| 16.    | Mesut Özil             | Německo           | Real Madrid AS Monaco          | 0,71%          |
| 17.    | Bastian Schweinsteiger | Německo           | Bayern Mnichov                 | 0,43%          |
| 18.    | Thomas Müller          | Německo           | Bayern Mnichov                 | 0,43%          |
| 19.    | Luis Suárez            | Uruguay           | FC Liverpool                   | 0,39%          |
| 20.    | Edinson Cavani         | Uruguay           | SSC Neapol Paris Saint-Germain | 0,36%          |
| 21.    | Thiago Silva           | Brazílie          | Paris Saint-Germain            | 0,24%          |
| 22.    | Eden Hazard            | Belgie            | Chelsea                        | 0,16%          |
| 23.    | Manuel Neuer           | Německo           | Bayern Mnichov                 | 0,08%          |